# Lanare
Lanare is een plaats in Fresno County in Californië in de VS.

## Geografie
Lanare bevindt zich op 36°26′33″Noord, 119°55′39″West. De totale oppervlakte bedraagt 5,1 km² (2,0 mijl²) wat allemaal land is.

## Demografie
Volgens de census van 2000 bedroeg de bevolkingsdichtheid 105,3/km² (272,2/mijl²) en bedroeg het totale bevolkingsaantal 540 als volgt onderverdeeld naar etniciteit:
- 25,56% blanken
- 19,07% zwarten of Afrikaanse Amerikanen
- 0,93% inheemse Amerikanen
- 50,37% andere
- 4,07% twee of meer rassen
- 76,30% Spaans of Latino

Er waren 126 gezinnen en 105 families in Lanare. De gemiddelde gezinsgrootte bedroeg 4,29.

## Plaatsen in de nabije omgeving
De onderstaande figuur toont nabijgelegen plaatsen in een straal van 24 km rond Lanare.